# حقل منزاز البركاني
حقل منزاز البركاني هو حقل بركاني في الجزائر. يتكون من مخاريط الرماد مع تدفقات الحمم البركانية وكان نشطًا حتى وقت قريب.

## الجغرافيا والجيومورفولوجيا
يقع الحقل في جبال هقار بالقرب من حقل أتاكور البركاني. ارتبط ارتفاع يشبه القبة بالنشاط البركاني في المنطقة. تم تفسير وجود البراكين من خلال الأحداث التكتونية المرتبطة بالتصادم بين أوروبا وأفريقيا ، وما ينتج عن ذلك من إعادة تنشيط الخصائص التكتونية القديمة.
يتكون الحقل من مخاريط الرماد ويغطي مساحة 1500 كيلومتر مربع (580 ميل مربع). العديد من هذه المخالفات لها ثغرات وهي متآكلة بشدة. كانت المخاريط نشطة للغاية واندلعت تدفقات الحمم البركانية. كما تم العثور على الرماد البركاني والبيروكلاستيك. الأكسيم عبارة عن خار في الحقل يتكون من حفرتين منفصلتين بأقطار 500 متر (1600 قدم) و 700 متر (2300 قدم) على التوالي. هم محاطون بحفرات ويوجد النطرون في قاع الحفرة الأكبر.

## جيولوجيا
يتكون الطابق السفلي من صخور متحولة وجوفية من عصر ما قبل الكمبري ، والتي تشكل جزءًا من درع الطوارق. تم العثور على نتوءات الجرانيت في بعض الأماكن. تم دفنها لأول مرة بواسطة البازلت الثولييت منذ ما بين 35 و 30 مليون سنة.
اندلع الحقل في الغالب البازلت والباسانيت. تشمل الزينوليث و البيريدوتيت والبيروكسينيت ،  وتشكل الأمفيبول والفلدسبار بلورات ضخمة في الصخور. يبدو أن الزينوليث ، جزئيًا ، تنشأ من عباءة ميتاسوماتيزم. يبلغ الحجم الإجمالي للصخور البركانية حوالي 175 كيلومترًا مكعبًا (42 متر مكعب).

## التاريخ الثوري
تم تمييز ثلاث مراحل من النشاط البركاني في منطقة ، الأولى منذ ما بين 20 و 12 مليون سنة ، والثانية بين 7 و 4 ملايين سنة والثالثة بين 3 و 0.01 مليون سنة.  استمر النشاط البركاني في الهولوسين. تطورت بعض البراكين الفتية على مصاطب من العصر الحجري الحديث.